# Amaranthus quitensis
Amaranthus quitensis  es una especie de planta con flor perteneciente a la familia Amaranthaceae. 

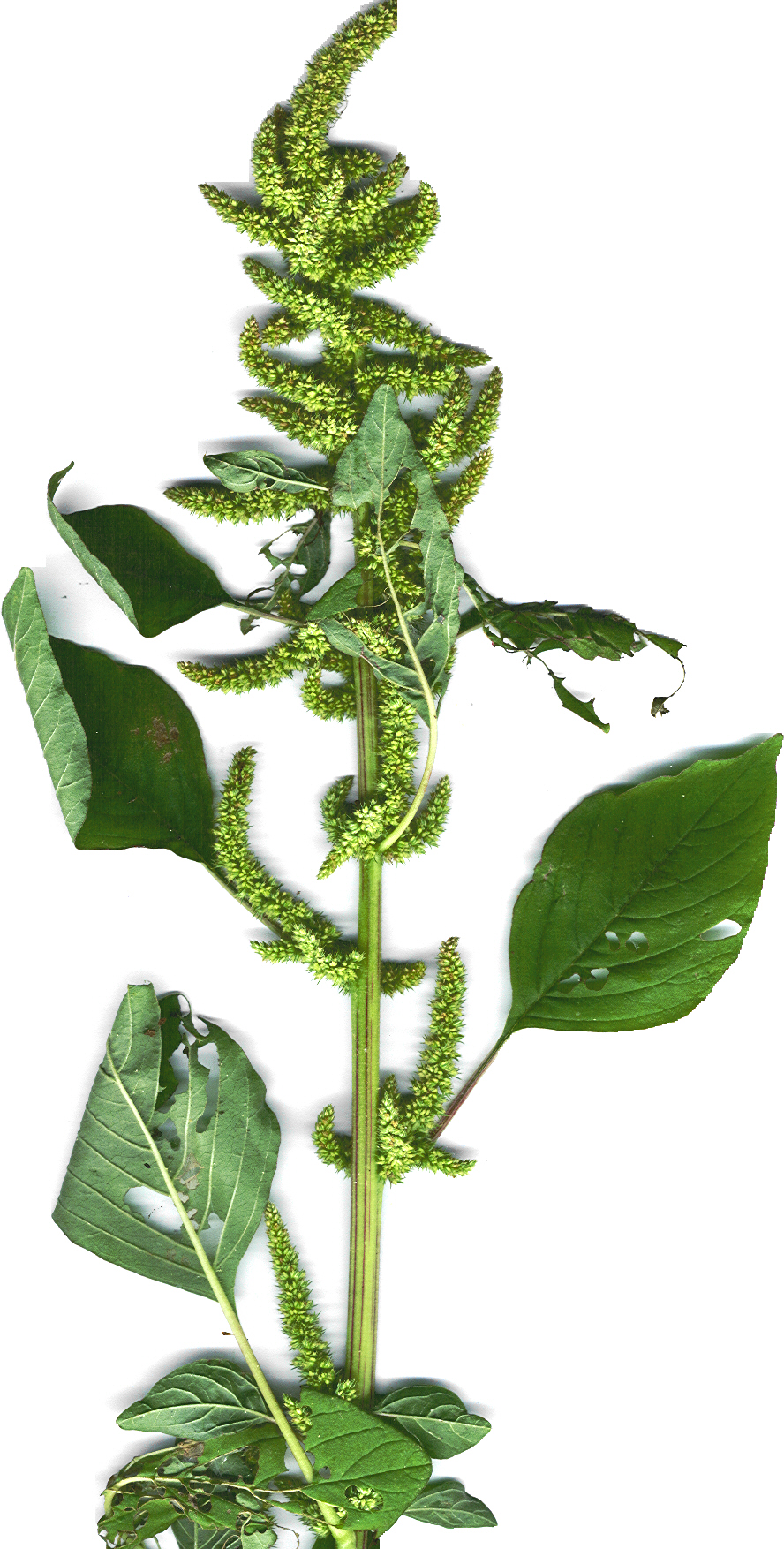
Vista de la planta

## Descripción
Tiene cotiledones ovales lanceolados con lámina de 13-15 mm x 2-3 mm; nervadura central poco visible; pecíolo mediano. Hojas subopuestas, ovadas lanceoladas, ápice emarginado, borde entero; nervadura central bien visible; pecíolo de 1/5 do.

## Hábitat
Es endémica de Bolivia, Brasil, Argentina, Ecuador, Paraguay, Perú, Uruguay.
Tiene una distribución cosmopolita.

## Propiedades
Es usada por chamanes en Ecuador para tratar epilepsia.
También es muy conocida por ser el ingrediente principal en las aguas tradicionales de la región sierra de Ecuador; dando así la conocida agua de Horchata; cabe indicar que también se la mezcla con otras hierbas aromáticas como: manzanilla, flores de clavel, llantén, etc. para preparar la mencionada bebida.
Es una maleza de los cultivos de soja de la región pampeana, pudiendo producir pérdidas significativas del rendimiento; una pl/m² ocasiona disminuciones del 15 % en el rendimiento de soja.

## Taxonomía
Amaranthus quitensis fue descrito por Constantine Samuel Rafinesque  y publicado en Nova Genera et Species Plantarum (quarto ed.) 2: 194. 1817.
Etimología
Amaranthus: nombre genérico que procede del griego amaranthos, que significa "flor que no se marchita".
quitensis: epíteto geográfico que alude a su localización en Quito.
Sinonimia
- Amaranthus chlorostachys Willd.
- Amaranthus hybridus L. 1753 (enlace roto disponible en Internet Archive; véase el historial, la primera versión y la última).
- Amaranthus hybridus subsp. quitensis (Kunth) Costea & Carretero 2001
- Amaranthus patulus Bertol.
- Amaranthus batallerii Sennen
- Amaranthus chlorostachys var. aciculatus (Thell.) Aellen
- Amaranthus chlorostachys var. aculeata Thell. ex Sennen
- Amaranthus chlorostachys var. debilis Sennen
- Amaranthus edouardii Sennen
- Amaranthus eugenii Sennen
- Amaranthus filicaulis Sennen
- Amaranthus hybridus L. subsp. hybridus L.
- Amaranthus hybridus subsp. patulus (Bertol.) Carretero
- Amaranthus hybridus var. acicularis Thell.
- Amaranthus hybridus var. hybridus L.
- Amaranthus incurvatus Timeroy ex Gren. & Godr.
- Amaranthus patulus var. hemathodes Costa
- Amaranthus patulus var. multispiculatus Sennen
- Amaranthus retroflexus f. valentinus Sennen[4]

- Amaranthus hybridus subsp. quitensis (Kunth) Costea & Carretero[5]

## Importancia económica y cultural

### Usos en la medicina tradicional
Es usada por chamanes en Ecuador para tratar epilepsia.
También es muy conocida por ser el ingrediente principal en las aguas tradicionales de la región sierra de Ecuador; dando así la conocida agua de Horchata; cabe indicar que también se la mezcla con otras hierbas aromáticas como: manzanilla, flores de clavel, llantén, etc. para preparar la mencionada bebida.
Es una maleza de los cultivos de soja de la región pampeana, pudiendo producir pérdidas significativas del rendimiento; una pl/m² ocasiona disminuciones del 15 % en el rendimiento de soja.

## Nombres comunes
- Ataco, yuyo colorado, sangorache, ca á rurú.[6]
- Castellano: amaranto, bledo, bleo, breo, cenizo,Chiori, ledos, moco de pavo.[4]